# Abzeichen für Beobachtungsoffiziere aus Flugzeugen
Abzeichen für Beobachtungsoffiziere aus Flugzeugen (Nederlands: Insigne voor Observatieofficieren uit Vliegtuigen) werd op 27 januari 1914 door koning Wilhelm II van Duitsland ingesteld.

## Toekenningsvoorwaarden
De toekenning kon door de algemene inspectie van het militaire verkeerswezen aan de officier-waarnemer van de Luftstreitkräfte worden toegekend. De vereisten waren:
- Een afgelegde vliegtuigafstand van ten minste 1000 km als officier-waarnemer
- Succesvol examen voor technische vliegtuigassistentie, of succesvol herexamen voor technische vliegtuigassistentie
- Verkenningsvluchten uitgevoerd
- Certificaat van bekwaamheid als officier-waarnemer

## Uiterlijk
Het ovaal insigne is 71 millimeter hoog, en 45 millimeter breed. Het insigne was van zilver (800) of verguld non-ferrometaal. In het midden is een rood geëmailleerd vierkant met een zwart-wit vierkantpatroon (het symbool van de Generale staf) afgebeeld op een stralende achtergrond. Deze symboliek wordt omgeven door een gesloten krans van laurier (links) en eikenloof (rechts), die onderaan symbolisch door een lus met elkaar verbonden zijn en zich bovenaan verenigen in een keizerskroon. De achterkant van de insigne toont ook een straalvormig en een verticaal bevestigde naald met een onderste tegenhaak en het gehamerde tweeregelige keurmerk van de fabrikant C.E. JUNKER / BERLIJN.

## Draagwijze
De onderscheiding werd als Steckkreuz op de linkerborstzak gedragen.

## Bekende dragers van het Abzeichen für Beobachtungsoffiziere aus Flugzeugen
- Werner Dörffler-Schuband
- August Heißmeyer
- Ulrich Greifelt
- Erik von Heimburg
- Erich Hilgenfeldt
- Robert Ley
- Alfred Wünnenberg
- Walter Braemer